# Сімла (Колорадо)
Сімла (англ. Simla) — місто (англ. town) в США, в окрузі Елберт штату Колорадо. Населення — 601 особа (2020).

## Географія
Сімла розташована за координатами 39°8′27″ пн. ш. 104°4′54″ зх. д. / 39.14083° пн. ш. 104.08167° зх. д. (39.140969, -104.081795).  За даними Бюро перепису населення США в 2010 році місто мало площу 1,45 км², уся площа — суходіл.

## Демографія
Згідно з переписом 2010 року, у місті мешкало 618 осіб у 221 домогосподарстві у складі 146 родин. Густота населення становила 427 осіб/км².  Було 266 помешкань (184/км²).
Расовий склад населення:
| - 95,8 % — білих - 1,6 % — корінних американців - 0,2 % — азіатів - 1,3 % — осіб інших рас |

До двох чи більше рас належало 1,1 %. Частка іспаномовних становила 4,9 % від усіх жителів.
За віковим діапазоном населення розподілялося таким чином: 29,1 % — особи молодші 18 років, 54,9 % — особи у віці 18—64 років, 16,0 % — особи у віці 65 років та старші. Медіана віку мешканця становила 37,7 року. На 100 осіб жіночої статі у місті припадало 108,8 чоловіків;  на 100 жінок у віці від 18 років та старших — 102,8 чоловіків також старших 18 років.
Середній дохід на одне домашнє господарство  становив 70 162 долари США (медіана — 41 953), а середній дохід на одну сім'ю — 84 688 доларів (медіана — 42 500). Медіана доходів становила 55 000 доларів для чоловіків та 45 156 доларів для жінок. За межею бідності перебувало 19,4 % осіб, у тому числі 21,4 % дітей у віці до 18 років та 12,9 % осіб у віці 65 років та старших.
Цивільне працевлаштоване населення становило 229 осіб. Основні галузі зайнятості: транспорт — 20,5 %, роздрібна торгівля — 18,8 %, освіта, охорона здоров'я та соціальна допомога — 17,9 %.